# Manfred Barthel (General)
Manfred Barthel (* 26. Dezember 1928 in Werdau; † 27. Dezember 1989 in Strausberg) war ein Generalleutnant der Nationalen Volksarmee der Deutschen Demokratischen Republik.

## Leben und Werdegang
Manfred Barthel wurde als Sohn eines Buchdruckermeisters in Werdau, Kreis Zwickau Land, geboren. Dort besuchte er das städtische Gymnasium und legte das Abitur ab. Im Jahr 1944 kam er zum Reichsarbeitsdienst und wurde 1945 zur Wehrmacht eingezogen. Nach der bedingungslosen Kapitulation der Wehrmacht kam Barthel als Soldat in sowjetische Kriegsgefangenschaft, aus der er schon bald zurückkehrte. Nach einem Praktikum in der Textilindustrie in seiner Heimatstadt Werdau nahm er im Jahre 1947 ein Studium an der damaligen Arbeiter-und-Bauern-Fakultät der Universität Leipzig auf, das er 1949 erfolgreich beendete. In dieser Zeit wurde er Mitglied der SED.

## Militärische Laufbahn

### Ausbildung und Verwendungen
Manfred Barthel trat am 28. November 1949 als Freiwilligenbewerber in die bewaffneten Organe der DDR ein, absolvierte bis 1950 erfolgreich eine Offiziersausbildung an der Volkspolizeischule in Zwickau und verblieb im Anschluss kurzzeitig als Lehrer und Ausbilder an dieser Schule. Von 1951 bis 1952 folgte eine Verwendung als erster Gehilfe des Stabschefs der VP-Dienststelle in Frankenberg. Danach war er bis 1953 als Abteilungskommandeur der Flak-Abteilung (vergleichbar Bataillon) ebenfalls in Frankenberg eingesetzt.
Von 1953 bis 1954 wurde er zu einem Sonderlehrgang an eine Militärakademie der Luftverteidigung in die damalige Sowjetunion kommandiert. Nach seiner Rückkehr wurde M. Barthel bis 1955 als Stellvertreter des Kommandeurs für allgemeine Angelegenheiten des Flak-Kommandos der KVP-Dienststelle Potsdam II eingesetzt. Bis 1956 hatte er dort eine Anschlussverwendung als Stabschef. Von 1956 bis 1958 erfolgte dann eine weitere Kommandeursverwendung im damaligen Flak-Regiment 5 (1958 Verlegung FR-5 von Ückermünde nach Stallberg), einem Verband der zu dieser Zeit neu geschaffenen 3. Luftverteidigungsdivision der NVA-Luftstreitkräfte/Luftverteidigung. Danach wurde M. Barthel als Abteilungsleiter Luftschutz in das ebenfalls kurz vorher geschaffene Kommando LSK/LV berufen. Von 1960 bis 1966 war er Stellvertreter des Chefs LSK/LV für Fla-Raketentruppen. In dieser Zeit war er maßgeblich am Aufbau dieser neuen Waffengattung der Teilstreitkraft (NVA-LSK/LV) beteiligt. Im Anschluss wurde er von 1966 bis 1968 zur Generalstabsausbildung an die Militärakademie des Generalstabes der Russischen Streitkräfte delegiert.

### Dienst als General
Nach erfolgreichem Studium kehrte Oberst Barthel auf den Dienstposten Stellvertreter Chef LSK/LV für Fla-Raketentruppen zurück, den er bis 1972 innehatte. 1972 wurde er als Nachfolger von Generalmajor Wolfgang Reinhold zum Stellvertreter Chef LSK/LV und Chef des Stabes berufen. Am 1. März 1973 wurde Oberst Barthel zum Generalmajor ernannt und am 7. Oktober 1979 erfolgte seine Beförderung zum Generalleutnant. 1986 wurde er in der Dienststellung von Generalmajor Rolf Berger abgelöst. 
Von 1986 bis 1987 wurde GenLtn Barthel als Stellvertreter des Chefs des Stabs im Vereinten Oberkommando der Teilnehmerstaaten des Warschauer Paktes berufen. Danach war er bis zu seinem Tode im Dezember 1989 z. b. V. beim Stellvertreter des Ministers und Chef des Hauptstabs im MfNV in Strausberg tätig.
Siehe auch
→ Liste der Generale der Luftstreitkräfte der NVA

## Orden, Ehrenzeichen und Auszeichnungen
- 1980 Friedrich-Engels-Preis
- 1988 Vaterländischer Verdienstorden in Gold
- Scharnhorst-Orden
- Kampforden „Für Verdienste um Volk und Vaterland“ in Gold
- Verdienstmedaille der DDR
- Verdienstmedaille der Nationalen Volksarmee in Gold
- Medaille der Waffenbrüderschaft in Gold

## Privatleben
Manfred Barthel war verheiratet, hat einen Sohn und zwei Töchter und wohnte bis zu seinem Tode in Strausberg.